# Марциновиці (Свідницький повіт)
Марциновиці (пол. Marcinowice, нім. Groß Merzdorf) — село в Польщі, у гміні Марциновиці Свідницького повіту Нижньосілезького воєводства.
Населення — 832 особи (2011).

## Демографія
Демографічна структура станом на 31 березня 2011 року:
|          | Загалом | Допрацездатний вік | Працездатний вік | Постпрацездатний вік |
| -------- | ------- | ------------------ | ---------------- | -------------------- |
| Чоловіки | 414     | 80                 | 303              | 31                   |
| Жінки    | 418     | 66                 | 276              | 76                   |
| Разом    | 832     | 146                | 579              | 107                  |